# Monte Maggiore
A Monte Maggiore, másként Pizzo San Salvatore az olaszországi Monti Trebulani hegyvonulat 1036 m-es legmagasabb csúcsa. Teano városa mellett fekszik, Caserta megyében, Campania régióban. Több mint félmillió éve emelkedett ki a vidék erős vulkáni tevékenységének köszönhetően. Elsősorban mészkőrétegek építik fel. Közbeékelődve vulkáni rétegek találhatók, melyek a Campi Flegrei és a Roccamonfina vulkán tevékenységének következtében rakódtak le.